# Randolph County (Illinois)
Das Randolph County ist ein County im US-amerikanischen Bundesstaat Illinois. Im Jahr 2010 hatte das County 33.476 Einwohner und eine Bevölkerungsdichte von 22,3 Einwohnern pro Quadratkilometer. Der Verwaltungssitz (County Seat) ist Chester.

## Geografie
Das County liegt im Südwesten von Illinois an der Mündung des Kaskaskia River in den Mississippi, der auch die Grenze zu Missouri bildet. Es hat eine Fläche von 1547 Quadratkilometern, wovon 49 Quadratkilometer Wasserfläche sind. An das Randolph County grenzen folgende Nachbarcountys:
| Monroe County                    | St. Clair County        | Washington County |
|                                  |                         | Perry County      |
| Ste. Genevieve County (Missouri) | Perry County (Missouri) | Jackson County    |

## Geschichte

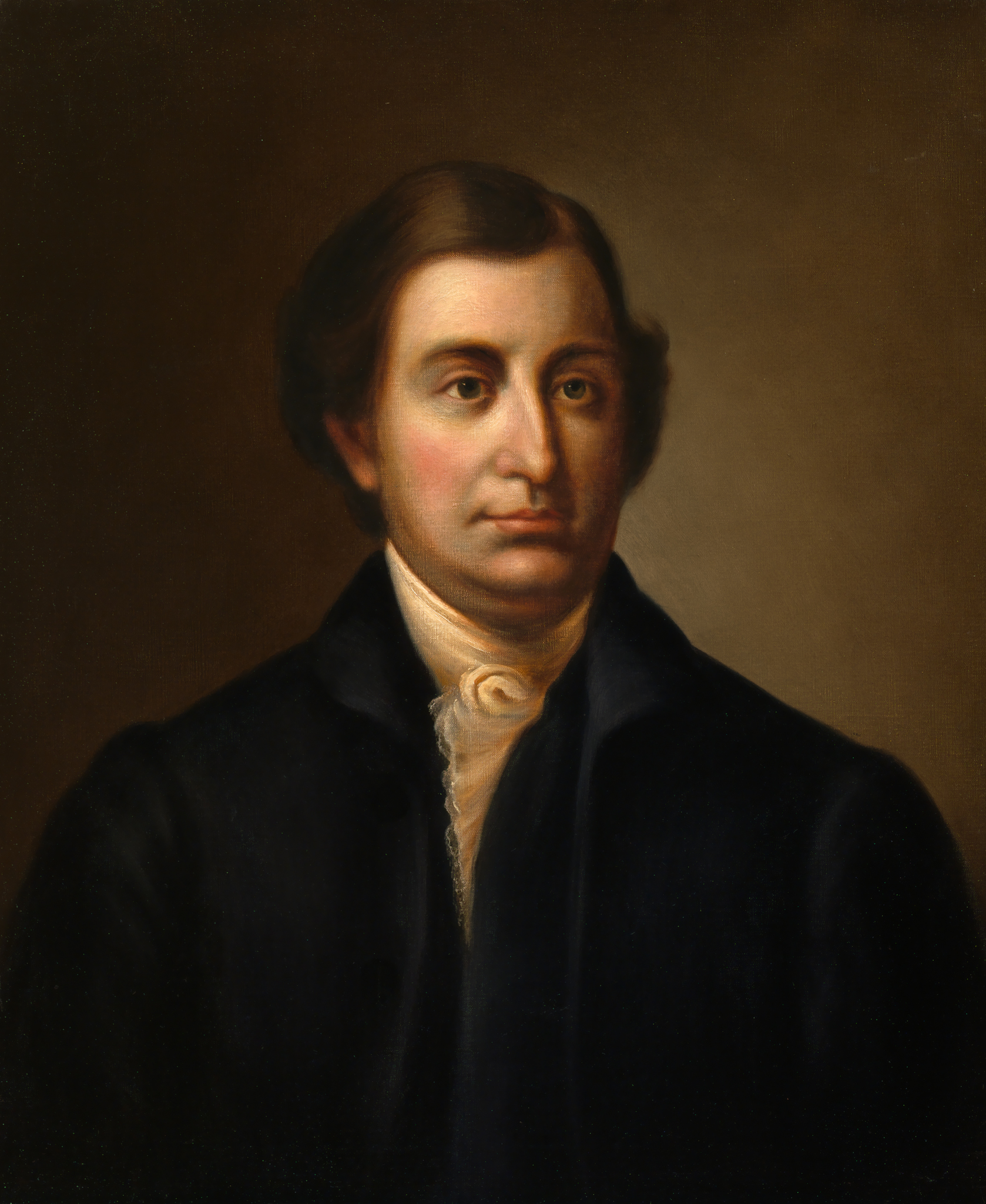
Randolph

Das Randolph County wurde am 5. Oktober 1795 aus einem Teil des St. Clair County im Illinois-Territorium, 23 Jahre vor der Gründung des Bundesstaates, gebildet. Benannt wurde es nach Edmund Randolph (1753–1813), einem früheren Gouverneur von Virginia (1786–1788) und späteren Außenminister der USA (1794–1795).
Die Geschichte des Randolph County beginnt mit den Ureinwohnern verschiedener Stammeszugehörigkeit, die in diesem Gebiet siedelten. Erstmals wurde das Gebiet 1673 durch Europäer erforscht, als Louis Joliet und Jacques Marquette von Kanada den Mississippi River herunterkamen. Der nächste Europäer dürfte La Salle gewesen sein, der über die südliche Route kam und mit seiner Expedition 1682 begann. Er nannte das Anfangsgebiet in Anlehnung an den französischen König Louisiana und nahm es für Frankreich in Besitz. Eventuell war er auch der Gründer von Kaskaskia und Cahokia. Nachweislich gründete er das Fort St. Louis. Dies ermöglichte den Franzosen den Zugang in dieses Gebiet.
Der nächste Eroberer war der Franzose Phillip Renault. Er gründete 1719 St. Phillips im Südwesten des heutigen Monroe County. Er begann damit Minen anlegen zu lassen, auf der Suche nach Gold und Silber. Dies führte zu einer Vergrößerung des erforschten Gebietes, gefunden hat er aber nichts. Fort Chartres wurde von 1720 von einem Boisbriant errichtet und 1721 war Kaskaskia ein Handelsposten.
1762 wurde der Vertrag von Fontainebleau zwischen den Franzosen und Briten unterzeichnet, wodurch alle französischen Besitzungen östlich des Mississippi an die Briten fielen. Infolgedessen leerte sich das bis dahin nur dünn besiedelte Land wieder, da viele Franzosen nicht in dem jetzt britisch verwalteten Gebiet leben wollten und langsam zogen britische Siedler in dieses Gebiet. Die amerikanischen Siedler begannen mit der Besiedlung nach 1778. Bis 1809 war das Gebiet, wie der größte Teil des heutigen Illinois, unter verschiedener Herrschaft, bevor es zum freien Territorium Illinois wurde.

### Territoriale Entwicklung

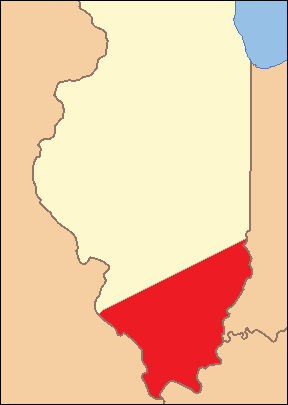
Das Randolph County bis 1812
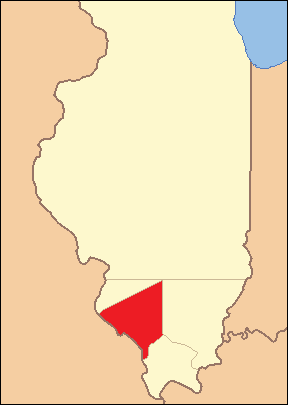
1812 bis 1813
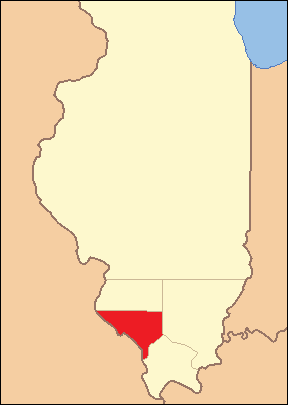
1813 bis 1816
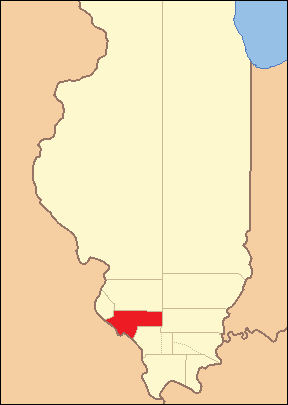
1816 bis 1827
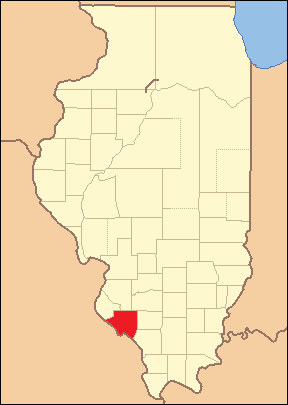
1827 bis heute

## Demografische Daten
Nach der Volkszählung im Jahr 2010 lebten im Randolph County 33.476 Menschen in 12.093 Haushalten. Die Bevölkerungsdichte betrug 22,3 Einwohner pro Quadratkilometer. In den 12.093 Haushalten lebten statistisch je 2,33 Personen.
Ethnisch betrachtet setzte sich die Bevölkerung zusammen aus 87,6 Prozent Weißen, 9,7 Prozent Afroamerikanern, 0,2 Prozent amerikanischen Ureinwohnern, 0,3 Prozent Asiaten sowie aus anderen ethnischen Gruppen; 0,9 Prozent stammten von zwei oder mehr Ethnien ab. Unabhängig von der ethnischen Zugehörigkeit waren 2,6 Prozent der Bevölkerung spanischer oder lateinamerikanischer Abstammung.
20,8 Prozent der Bevölkerung waren unter 18 Jahre alt, 63,4 Prozent waren zwischen 18 und 64 und 15,8 Prozent waren 65 Jahre oder älter. 45,9 Prozent der Bevölkerung war weiblich.

Das jährliche Durchschnittseinkommen eines Haushalts lag bei 43.160 USD. Das Prokopfeinkommen betrug 19.938 USD. 13,3 Prozent der Einwohner lebten unterhalb der Armutsgrenze.

## Ortschaften im Randolph County
Citys
- Chester
- Red Bud
- Sparta

Villages
| - Baldwin - Coulterville - Ellis Grove - Evansville | - Kaskaskia - Percy - Prairie du Rocher - Rockwood | - Ruma - Steeleville - Tilden |

Unincorporated Communities
| - Blair - Bremen - Collins - Danley - Dozaville | - Eden - Fort Gage - Glenn - Grigg - Houston | - Kellogg - Leanderville - Marigold - Menard - Modoc | - New Palestine - Prairie - Preston - Reily Lake - Roots | - Schuline - Shiloh Hill - Walsh - Welge - Wine Hill |

## Gliederung
Das Randolph County ist in 20 Bezirke (precincts) eingeteilt:
| Presinct              | Einwohner (2010) | FIPS     |
| --------------------- | ---------------- | -------- |
| Baldwin precinct      | 879              | 17-90306 |
| Bremen precinct       | 443              | 17-90504 |
| Brewerville precinct  | 285              | 17-90522 |
| Central precinct      | 445              | 17-90702 |
| Chester precinct      | 9314             | 17-90738 |
| Coulterville precinct | 1418             | 17-90864 |
| Ellis Grove precinct  | 953              | 17-91170 |
| Evansville precinct   | 1015             | 17-91206 |
| Kaskaskia precinct    | 47               | 17-91818 |
| Palestine precinct    | 601              | 17-92358 |

| Presinct                   | Einwohner (2010) | FIPS     |
| -------------------------- | ---------------- | -------- |
| Percy precinct             | 1223             | 17-92394 |
| Prairie du Rocher precinct | 974              | 17-92520 |
| Red Bud precinct           | 4692             | 17-92970 |
| Rockwood precinct          | 270              | 17-93042 |
| Ruma precinct              | 817              | 17-93060 |
| Sparta precinct            | 5387             | 17-93222 |
| Steeleville precinct       | 2668             | 17-93240 |
| Tilden precinct            | 1156             | 17-93438 |
| Walsh precinct             | 454              | 17-93600 |
| Wine Hill precinct         | 435              | 17-93834 |